# Foraj Sonde Târgu Mureș
Foraj Sonde Târgu Mureș este o companie care se ocupă de serviciile anexe extracției petrolului și gazelor naturale.
Principalul acționar al Foraj Sonde Târgu Mureș este Vasile Aron, cu 74,72% din titluri.
Aron ocupă și funcțiile de administrator și director general în cadrul firmei.
Cifra de afaceri:
- 2005: 84,5 milioane lei[2]
- 2004: 70,5 milioane lei[2]

Venit net în 2005: 8,4 milioane lei